# Lee Sung-jong
Lee Sung-jong (em coreano:  이성종; em chinês:  李成種; nascido em 3 de setembro de 1993), mais conhecido como Sungjong (em coreano:  성종), é um cantor sul coreano. Ele é vocalista do grupo sul coreano Infinite. Ele também é membro da sub unidade Infinite F.

## Biografia
Lee Sung-Jong nasceu em Gwangju, Coreia do Sul, em 3 de setembro de 1993. Ele graduou na Jeoju Arts High School em 7 de fevereiro de 2012, e está estudando na Universidade Kongju. Ele tem um irmão mais novo chamado Lee Seon-Gyu.

## Carreira

### Infinite
Sungjong foi apresentado pela primeira vez como vocalista do grupo Infinite em 2010. Fez sua primeira aparição como um integrante durante o reality show You Are My Oppa, feito para o pré-debut do grupo. O grupo debutou oficialmente em 9 de junho de 2010.

### Infinite F
Infinite F foi oficialmente anunciado durante o concerto da One Great Step Return e consiste dos membros Sungyeol, L e Sungjong. Lá, performaram a música ''My Heart Is Beating''. A unit lançou sua primeira música ''I'm Going Crazy'' no ''Season 2'', segundo álbum do Infinite. Em 19 de novembro de 2014, eles fizeram seu debut japonês com seu álbum ''Koi No Sign'' e debutou na Coreia com o single ''Azure'' no dia 2 de dezembro de 2014.

## Vida pessoal

### Saúde
Em 2014 foi anunciado que Sungjong havia recebido um diagnóstico de desequilíbrio do quadril e escoliose. Ele recebeu um tratamento especializado do Gangnam Choice Hospital.

### Cor de cabelo
Sungjong, cuja cor natural dos cabelos é preto, pintou seu cabelo várias vezes assim como os outros membros. Seu cabelo permaneceu preto durante o pré-debut do Infinite. Pintou seu cabelo de loiro em janeiro de 2011 para o lançamento da música ''Before the Dawn (BTD)''. Em seguida, ele tingiu os cabelos para castanho claro para o lançamento do primeiro álbum ''Over the Top'' e o single de sucesso ''Be Mine''. Se cabelo ficou numa mistura de castanho escuro e vermelho para o vídeo da música natalina ''White Confession''.  Ele pintou seus cabelos de loiro, novamente, quando fez o comeback com o álbum ''Infinite Only'' com a música ''The Eye''.

## Filmografia

### Filme
| Ano  | Título                                                  | Função    |
| ---- | ------------------------------------------------------- | --------- |
| 2012 | INFINITE Concert Second Invasion Evolution The Movie 3D | Ele Mesmo |
| 2014 | Grow: Infinite's Real Youth Life                        | Ele Mesmo |

### Série de TV
| Ano  | Título              | Rede       | Função        | Notas                                        |
| ---- | ------------------- | ---------- | ------------- | -------------------------------------------- |
| 2011 | Wara Store          | Tooniverse | Ele Mesmo     |                                              |
| 2011 | Just Like That Show | Tooniverse | ? / Ele Mesmo | O nome do programa, em coreano, é '막이레쇼' |

### Programas
| Ano       | Nome                  | Rede |
| --------- | --------------------- | ---- |
| 2014-2015 | Super Idol Chart Show | Mnet |

### Reality Shows
| Ano       | Título                     | Rede       | Nota                              |
| --------- | -------------------------- | ---------- | --------------------------------- |
| 2010      | Infinite! You Are My Oppa  | Mnet       |                                   |
| 2010      | Children Of The Night      | MBC        |                                   |
| 2010      | Star Golden Bell           | KBS        |                                   |
| 2011      | Strong Heart               | SBS        |                                   |
| 2011      | Beatles Code               | Mnet       |                                   |
| 2011      | Life Or Death Situation 1% | E Channel  |                                   |
| 2015      | Real Men                   | MBC        |                                   |
| 2015-2016 | Infinite Showtime          | MBC Every1 | Elenco Regular, Episódio 1-12     |
| 2016      | Law Of The Jungle in Tonga | SBS        | Episódio 208-211                  |
| 2016      | Weekly Idol                | MBC        | Episódio 269 com Infinite         |
| 2016      | After School Club          | Arirang TV | Episódio 231 Com Infinite (sem L) |